# ORP Bielik (1955)
ORP Bielik (295) – okręt podwodny średniego zasięgu projektu 613 (NATO: Whiskey), zwodowany 23 kwietnia 1955 roku w stoczni Krasnoje Sormowo w Związku Radzieckim. Przyjęty do służby w marynarce radzieckiej 20 października 1955 roku pod nazwą S-279, w roku 1965 został wydzierżawiony Polskiej Rzeczypospolitej Ludowej i włączony do służby w Marynarce Wojennej pod nazwą ORP „Bielik” z numerem taktycznym 295. W czerwcu 1975 roku okręt wziął udział w ćwiczeniach o kryptonimie Posejdon-75. W dniach 4–26 maja 1983 roku okręt wziął udział w wielkich ćwiczeniach sił Marynarki Wojennej o kryptonimie Reda-83. W polskiej marynarce wojennej jednostka służyła do 29 września 1988 roku.
Na ORP Bielik odbywał obowiązkową zasadniczą służbę wojskową, jako elektryk, przyszły premier Rzeczypospolitej Polskiej – Leszek Miller.